# Abdelazíz Buteflika
Abdelazíz Buteflika (2. března 1937, Udžda, Maroko – 17. září 2021, Alžír, Alžírsko) byl alžírský politik, jenž v letech 1999 až 2019 zastával funkci prezidenta republiky. V lednu 2005 se stal čestným předsedou strany FLN (Fronta národního osvobození).
Při vyhlášení nezávislosti Alžírska v září 1962 se ve svých 25 letech stal ministrem mládeže a cestovního ruchu ve vládě prezidenta Ahmeda Ben Belly. Od roku 1963 byl povolán do mnoha zahraničních misí jakožto dočasný ministr zahraničí. Na tomto postu zůstal až do smrti prezidenta Houariho Boumédieneho. Roku 1979 byl jmenován vicepremiérem. Roku 1981 byl předveden k disciplinárnímu řízení FLN a poté odešel na šest let do exilu. Do Alžírska se vrátil v roce 1987 a zúčastnil se kongresu FLN roku 1989, kde byl zvolen členem předsednictva. Ačkoliv byl v roce 1994 navržen pro vedení několika ministerstev, vše odmítl a jako svůj hlavní cíl uvedl stát se prezidentem země.
V prosinci 1998 dostál svému rozhodnutí, jakožto nezávislý kandidát byl zvolen a 15. dubna 1999 nahradil Liamina Zérouala. Byl znovuzvolen v prvním kole prezidentských voleb v letech 2004, 2009 a 2014 a stal se tak nejdéle vládnoucím prezidentem Alžírska. Třetí a další mandáty mu byly umožněny na základě revize ústavy z listopadu 2008. Tato revize byla zcela účelová, svět ji však, na rozdíl od samotných Alžířanů, toleroval, protože Buteflika je považován za záruku zachování laicity země. Postavení prezidenta Boutefliky se dostalo znovu „na přetřes“ během panarabských opozičních demonstrací v roce 2011.
V roce dubnu 2013 utrpěl mozkovou příhodu a přestal se objevovat na veřejnosti. V roce 2019 bylo oznámeno, že bude kandidovat i v dalších prezidentských volbách. Po rozsáhlých protestech svou kandidaturu stáhnul a volby byly odloženy na neurčito. V dubnu 2019 na nátlak armády i veřejnosti odstoupil z funkce. Dočasným prezidentem se stal předseda senátu Abdelkader Bensalah.
Dne 17. září 2021 Buteflika zemřel. Příčina úmrtí nebyla zveřejněna.

## Vyznamenání

### Alžírská vyznamenání
- velmistr Národního řádu za zásluhy – 1999–2019

### Zahraniční vyznamenání
- velkokříž s řetězem Řádu zásluh o Italskou republiku – Itálie, 15. listopadu 1999[8]
- velkokříž s řetězem Řádu za občanské zásluhy – Španělsko, 4. října 2002[9]
- velkohvězda Čestného odznaku Za zásluhy o Rakouskou republiku – Rakousko, 2003[10]
- velkokříž s řetězem Řádu prince Jindřicha – Portugalsko, 14. ledna 2003[11]

- velkokříž Řádu Jižního kříže – Brazílie, 2005
- Řád přátelství – Rusko, 2006
- velkokříž Záslužného řádu Maďarské republiky – Maďarsko, 2007
- velkokříž Řádu Francisca de Mirandy – Venezuela, 2009
- řádový řetěz Řádu palestinské hvězdy – Palestina, 2014
- velkokříž Národního řádu Mali – Mali, 2015
- velkostuha Řádu republiky – Tunisko, 2015
- Řád José Martího – Kuba, 2016[12]
- Národní řád za zásluhy – Malta, 2016
- stuha Řádu Srbské republiky – Srbsko, 2016